# Regionalny System Innowacji
Regionalny System Innowacji (RSI) - zbiór różnorodnych instytucji (podmiotów), interakcji i zdarzeń wpływających na procesy innowacyjne w regionie. W wyniku powiązań sieciowych i efektów synergii, prowadzą one do zwiększenia zdolności absorpcji i dyfuzji innowacji w regionie.

Bezpośrednią inspiracją do rozważań nad RSI była koncepcja Narodowego Systemu Innowacji (NSI)